# Ludovico Einaudi

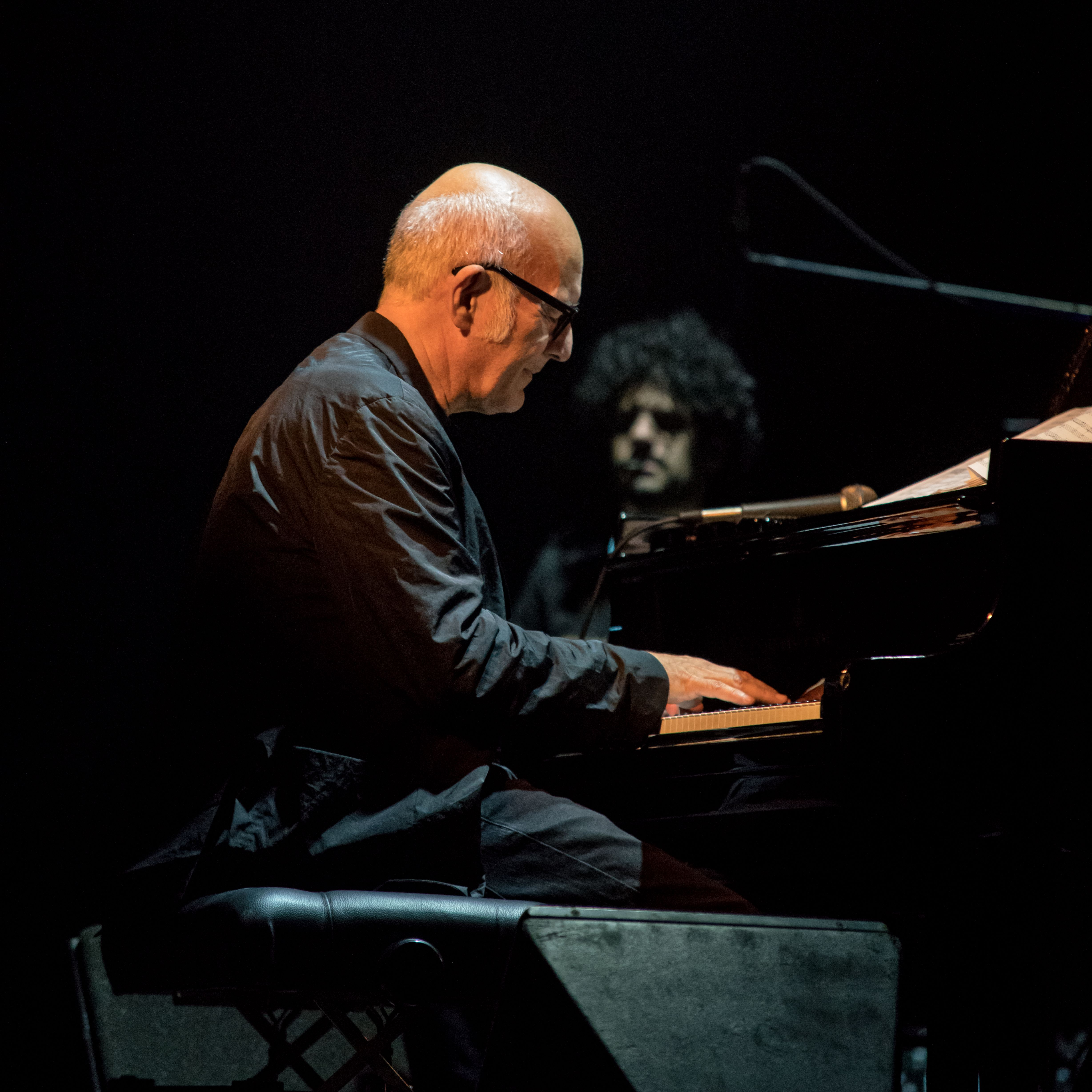
Zelt-Musik-Festival 2016 Freiburg im Breisgau, Německo

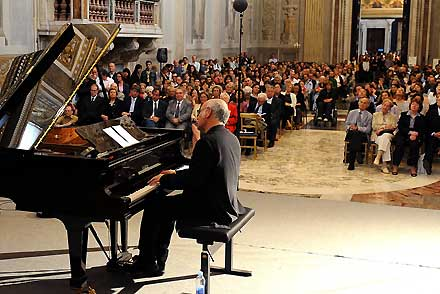
Ludovico Einaudi

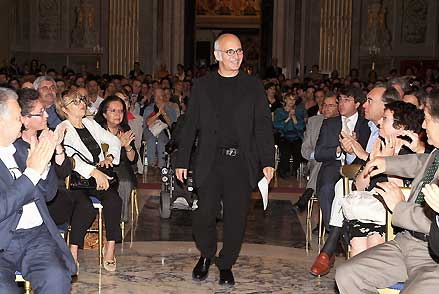
Ludovico Einaudi

Ludovico Einaudi (* 23. listopadu 1955, Turín) je italský pianista a hudební skladatel non- artificiální hudby.

## Životopis
Ke hře na klavír jej přivedla v dětství jeho matka. Hudební kompozici vystudoval na Verdiho konzervatoři v Miláně. Později také studoval s Lucianem Beriem. V roce 1982 obdržel stipendium Tangelwoodského hudebního festivalu, jenž je každoročně pořádán v Massachusetts, USA. Nyní žije na jedné z piemontských vinic.
Po studiích strávil několik let skládáním hudby klasickým způsobem. V polovině osmdesátých let se pokusil seberealizovat tanečními skladbami, později se však navrátil k pianu. Jeho hudba je meditativní a introspektivní, zakládá na minimalismu, světové hudbě a současném popu. Stal se významným přínosem pro oblast filmové hudby, což dokazují čtyři ocenění z různých filmových festivalů, jejichž je držitelem.
Jedná se o vnuka Luigiho Einaudiho, druhého poválečného prezidenta Itálie (1948-1955).

## Životní milníky
- 1982 Diplom za studium hudební kompozice na Verdiho konzervatoři v Miláně, Itálii.
- 1982 stipendium Tanglewoodského Festivalu, USA.
- 1996 první sólová deska Le Onde pro piano se stala nejprodávanějším albem v Itálii a Velké Británii.
- 2002 Ocenění za hudbu složenou pro film Luce Dei Miei Occhi.
- 2004 Universal records vydávají album Una Mattina.
- 2006 Skladby Ritornare, Fuori dal Mondo, Oltremare a Dietro Casa byly použity ve filmu This is England od Shana Meadowse.
- 2007 Album Divenire v režii vydavatelství Decca.
- 2007 Skladbu Primavera z alba Divenire využila společnost Sony ve své reklamě na blu-ray disky.
- 2007 Ritornare z desky Divenire zazněla v 10. řadě seriálu Top Gear.
- 2008 Divenire ze stejnojmenného alba využila televizní stanice BBC jako hudební podkres zpravodajského šotu na poctu dosavadních vítězek tenisového turnaje ve Wimbledonu.
- 2008 "Divenire" byla použita také jako podkresová hudba v dokumentu o fotbalistovi Manchesteru United, Ryanovi Giggsovi.
- 2008 Také v 11. řadě seriálu Top Gear zazněla jeho hudba, tentokrát se jedná o skladbu Giorni Dispari z alba Eden Roc.
- 2008 Oltremare (album Divenire) použito ve fotbalovém přenosu z utkání Anglie – Kazachstán.
- 2008 Ve 12. řadě seriálu Top Gear zazněly skladby Primavera a Uno z desky Divenire.
- 2009 Primavera se objevila také jako hudba použitá v traileru na film Předčítač.
- 2009 Dietro Casa z alba Una Mattina byla použita v jedenáctém ročníku seriálu Holby City.
- 2011 Skladby Fly, Writing Poems, L'origine nascosta z alba Divenire, Cache-Cache z alba Sotto falso nome a Una mattina ze stejnojmenného alba byly použity ve druhém nejvýdělečnějším filmu francouzské filmografie Nedotknutelní.
- 2013 V 19. řadě seriálu Top Gear zazněla skladba Experience z alba In A Time Lapse.
- 2020 Skladby Oltremare, Golden Butterflies, Petricor, Divenire a Low Mist jsou použity v oscarovém filmu Země nomádů.[1]

## Hudba
I když není příznivcem škatulkování vlastní tvorby, občas je zařazován mezi minimalisty.

## Desky
- Time out (1988)
- Stanze (1992)
- Salgari (1995)
- Le Onde (1996)
- Fuori dal mondo (1998)
- Eden Roc (1999)
- I Giorni (2002)
- Dr. Zhivago (2002)
- Echoes: The Einaudi Collection (2004)
- La Scala Concert 03.03.03 (2004)
- Una Mattina (2004)
- Diario Mali (2003)
- Divenire (2006)
- Nightbook (2009)
- Cloudland (Whitetree) (2009)
- La notte della Taranta (2010)
- Islands (2011)
- In A Time Lapse (2013)
- Taranta Project (2015)
- Elements (2015)
- Seven Days Walking (2019)
- 12 Songs From Home (2020)
- Einaudi Undiscovered (2020)
- Cinema (2021)
- Underwater (2022)